# O Corredor de Fundo
The Front Runner (em português O Corredor de Fundo) é um romance, originalmente publicado em língua inglesa, em 1974, de autoria da escritora estado-unidense Patricia Nell Warren e publicado pela primeira vez em Portugal em 2013 pela INDEX ebooks.
O Corredor de Fundo é o primeiro grande romance de Patricia Nell Warren. Contado a partir do ponto de vista de um treinador de atletismo gay, a história relata a sua luta para incluir um talentoso corredor gay na equipa olímpica americana e para resistir à sua crescente paixão por ele, e tira partido da experiência da autora como maratonista. Este livro polémico foi o primeiro livro de fição gay contemporâneo a chegar à lista de best-sellers do The New York Times.
O livro não só ganhou novas edições em inglês como também foi traduzido em dez idiomas estrangeiros, como francês, alemão e em espanhol, sob o título El corredor de fondo, vendendo mais de 10 milhões de exemplares através dos anos.
The Front Runner é, sobretudo, uma história de amor na qual o técnico Harlan Brown procura esconder-se de seu passado, aceitando o cargo de treinador desportivo numa faculdade regional de Nova Iorque após ser despedido da prestigiosa Penn State University, sob a suspeita de ser gay. No entanto, esta mudança o leva a conhecer Billy Sive, um jovem e destacado atleta gay que não se importa que sua identidade sexual seja discutida abertamente em público. Quando os dois se apaixonam começa uma corrida contra o ódio e o preconceito, que os levará aos Jogos Olímpicos de 1976 e a um fim surpreendente e devastador.